# Czeluścin (powiat gostyński)
Czeluścin – wieś w Polsce położona w województwie wielkopolskim, w powiecie gostyńskim, w gminie Pępowo. Oddalona o 4 km na południowy wschód od Pępowa.

## Historia
Pierwsze wzmianki o wsi pochodzą z 1256 roku z dokumentu, w którym wymienieni są pierwsi właściciele wsi: Racibor, Stefan i Janik Wincesławice. Nazwa wsi wywodzi się od nazwy czelusta (czelustka - policzek). Czeluścin należał m.in. do Rogalińskich herbu Łodzia oraz - znacznie później - do generała Jana Nepomucena Umińskiego herbu Cholewa, który się tu urodził 5 lutego 1778 (zm. 1851 w Wiesbaden, był generałem brygady Księstwa Warszawskiego i wodzem naczelnym w powstaniu listopadowym).
W okresie Wielkiego Księstwa Poznańskiego (1815-1848) miejscowość wzmiankowana jako Czeluścin należała do wsi większych w ówczesnym pruskim powiecie Kröben (krobskim) w rejencji poznańskiej. Czeluścin należał do okręgu jutroszyńskiego tego powiatu i stanowił część  majątku Dłonie (dziś Dłoń), którego właścicielem był wówczas (1846) Erazm Stablewski. Według spisu urzędowego z 1837 roku Czeluścin liczył 172 mieszkańców, którzy zamieszkiwali 22 dymy (domostwa). W skład majątku Dłonie wchodziły także: folwark Czeluścin, Kołaczkowice oraz Raszewy.
W północnej części wsi znajduje się dwór neogotycki z pierwszej połowy XIX wieku, gruntownie przebudowany w roku 1945. Na południe od dworu neogotyckiego znajduje się stara stacja kolejowa.
W latach 1975–1998 miejscowość należała administracyjnie do województwa leszczyńskiego.